# Minna de Tsukuru-tō
Minna de Tsukuru-tō (みんなでつくる党?   «Partido creado para todos»), traducido al inglés como The Collaborative Party («El Partido Colaborativo», abreviado como Mintsuku (みんつく?), conocido anteriormente como Partido NHK (NHK党 NHK-tō?) es un partido político minoritario de Japón. Ha pasado por varios nombres, siendo los más conocidos NHK kara Kokumin o Mamoru-tō (NHKから国民を守る党?   "Partido para proteger al pueblo de la NHK"), nombre que tuvo hasta comienzos de 2021, y  Partido Seijika Joshi 48 (政治家女子48党 Seijika joshi 48 tō?, «Partido de las Mujeres Políticas 48»), conocido como Seijika Joshi (政治家女子).

## Historia
Fue fundado en junio de 2013 por Takashi Tachibana, un exempleado de la NHK, la radiotelevisora pública del país. En abril de 2015 Tachibana obtuvo un escaño como diputado de la asamblea de la ciudad de Funabashi, prefectura de Chiba a través de la agrupación. En las elecciones a gobernador de Tokio de 2016 se postuló como candidato por dicho partido, criticando la situación actual de la NHK y la fuerte influencia del gobierno en ésta, prometiendo «destruirla» (NHKをぶっ壊す! NHK o Bukkowasu!?). Quedó en el octavo lugar en las elecciones y unos 27 mil votos.
En la elección de la Cámara de Consejeros del 21 de julio de 2019, a pesar de que el partido se presentó en forma de sátira, con candidatos frívolos y cómicos, obtuvo casi un millón de votos en votos proporcionales, permitiendo a Tachibana ganarse un escaño en la Cámara Alta. El 29 de julio de 2019, se sumó el diputado de la Cámara de Representantes, Hodaka Maruyama, quien había sido expulsado de Nippon Ishin no Kai, luego que éste en mayo de 2019 declarara borracho en una actividad pública la posibilidad de «declarar la guerra a Rusia» para recuperar las islas Kuriles.
En 2021 el partido sufrió una serie de cambios radicales en su nombre:
- NHK Jushinryō o Shiharawanai Hōhō o Oshieru-tō (NHK受信料を支払わない方法を教える党?   «Partido que enseña cómo no pagar los derechos de licencia de la NHK»), el 5 de febrero;[16][17]
- Furui Seitō kara Kokumin o Mamoru-tō (古い政党から国民を守る党?   «Partido para proteger al pueblo de los viejos partidos políticos»), el 17 de mayo;[18][19]
- Arashi no Tō (嵐の党?   «Partido de la Tormenta»), el 28 de junio;[20]
- NHK to Saibanshiteru-tō Bengoshi-hō Nanajūni-jō Ihan de (NHKと裁判してる党弁護士法72条違反で?   «Partido que lucha contra la NHK en el juicio por violar el artículo 72 de la Ley de Fiscalía»), desde el 21 de julio hasta el 20 de enero de 2022.[21]
- NHK Jushin-ryō o Shiharawanai Kokumin o Mamoru-tō (NHK受信料を支払わない国民を守る党?   «El partido que protege aquellos que no pagan el canon de la NHK»), desde el 20 de enero hasta el 25 de abril de 2022;
- Partido NHK, desde el 25 de abril de 2022 hasta el 8 de marzo de 2023.
- Partido Seijika Joshi 48, desde el 8 de marzo de 2023 hasta el 6 de noviembre de 2023;[22]

En marzo de 2023, Tachibana renunció al liderazgo del partido, en medio de una polémica con el youtuber Yoshikazu Higashitani, conocido como GaaSyy, quien había sido electo en la Cámara de Consejeros en 2022, pero jamás cumplió su deber como diputado al estar residiendo en el extranjero y con temor de que fuese arrestado al pisar suelo japonés, por ello fue expulsado del parlamento. Tras la renuncia de Tachibana, se nombró a Ayaka Otsu, una exactriz infantil, como nueva líder de la formación, se cambió el nombre y la imagen del partido, a uno de carácter femenino llamado Seijika Joshi 48, haciendo un guiño al grupo de idols japonesas AKB48, pero manteniendo el perfil populista de derecha del partido. Sin embargo, el 7 de abril Tachibana reapareció para anunciar la expulsión de Otsu debido a que era un riesgo dentro del partido y reasumió el liderazgo, sin embargo Otsu desmintió las declaraciones, dándose un cisma dentro del partido.
Desde abril de 2023 se mantiene una lucha interna entre Otsu y Tachibana, quienes disputan el liderazgo del partido, pero que sólo Otsu es reconocida como tal por el Ministerio de Asuntos Internos y Comunicaciones de Japón. A pesar de ello, la facción de Tachibana es la mayoritaria en el partido y mantienen los nombres e identidad de la formación previa a Otsu, quien sólo es una líder de jure.

## Ideología
La ideología del partido se centra en la crítica al canon televisivo de la NHK y la manipulación del gobierno en la radioemisora hacia la opinión pública.

## Resultados electorales
| Elecciones | Líder             | # de candidatos | # de escaños | # de votos   | % de votos | Gobierno           |
| ---------- | ----------------- | --------------- | ------------ | ------------ | ---------- | ------------------ |
| 2021       | Takashi Tachibana | 30              | 0/465        | 796.788 (#9) | 1,39%      | Extraparlamentario |
| 2024       | Ayaka Otsu        | 6               | 0/465        | 23.784 (#11) | 0,04%      | Extraparlamentario |